# Lomatium foeniculaceum
Espèce
Lomatium foeniculaceum est une espèce de plantes à fleurs de la famille des Apiacées.